# Ломачанка
Ломача́нка — село в Україні, у Колодяжненській сільській громаді Ковельського району Волинської області. Населення становить 237 осіб.

## Історія
У 1906 році село Повурської волості Ковельського повіту Волинської губернії. Відстань від повітового міста 22 верст, від волості 8. Дворів 52, мешканців 335.

## Населення
Згідно з переписом УРСР 1989 року чисельність наявного населення села становила 266 осіб, з яких 124 чоловіки та 142 жінки.
За переписом населення України 2001 року в селі мешкало 235 осіб. 100 % населення вказало своєю рідною мовою українську мову.